# Jhoan Hernández
Jhoan Hernández Mejía (20 febbraio 2006) è un calciatore colombiano, difensore dei Millonarios.

## Caratteristiche tecniche
È un terzino sinistro.

## Carriera

### Club
È cresciuto nel settore giovanile dei Millonarios ed ha debuttato in prima squadra l'11 maggio 2023 nell'incontro di Categoría Primera A vinto 3-1 contro l'Alianza Petrolera. Nel novembre seguente ha firmato il suo primo contratto professionistico.

### Nazionale
Nel 2023 con la nazionale ecuadoriana Under-17 ha partecipato al campionato sudamericano di categoria.

## Statistiche

### Presenze e reti nei club
Statistiche aggiornate al 9 gennaio 2025.
| Stagione        | Squadra         | Campionato      | Campionato | Campionato | Coppe nazionali | Coppe nazionali | Coppe nazionali | Coppe continentali | Coppe continentali | Coppe continentali | Altre coppe | Altre coppe | Altre coppe | Totale | Totale | Totale |
| Stagione        | Squadra         | Comp            | Pres       | Reti       | Comp            | Pres            | Reti            | Comp               | Pres               | Reti               | Comp        | Pres        | Reti        | Pres   | Reti   |        |
| --------------- | --------------- | --------------- | ---------- | ---------- | --------------- | --------------- | --------------- | ------------------ | ------------------ | ------------------ | ----------- | ----------- | ----------- | ------ | ------ | ------ |
| 2023            | Millonarios     | A               | 4          | 0          | CC              | 0               | 0               | -                  | -                  | -                  | -           | -           | -           | 4      | 0      |        |
| 2024            | Millonarios     | A               | 11         | 0          | CC              | 0               | 0               | CL                 | 5                  | 0                  | SL          | 0           | 0           | 16     | 0      |        |
| Totale carriera | Totale carriera | Totale carriera | 15         | 0          |                 | 0               | 0               |                    | 5                  | 0                  |             | 0           | 0           | 20     | 0      |        |

## Palmarès

### Club

#### Competizioni nazionali
- Campionato colombiano: 1

Millonarios: 2023 (Apertura)
- Súper Liga: 1

Millonarios: 2024